# Inteiro de Gauss
Em matemática, um inteiro de Gauss é um número complexo da forma a + b i em que a e b são números inteiros.
O anel dos inteiros de Gauss é o menor sub-anel do anel dos números complexos que contém o elemento i.
Eles foram introduzidos por Carl Friedrich Gauss.

## Propriedades
O anel dos inteiros de Gauss tem as seguintes propriedades:
- Os elementos inversiveis são 1, i, -1 e -i.
- É um Domínio Fatorial, ou seja, todo elemento tem fatoração única (a menos de elementos inversíveis). Note-se que alguns números primos no anel dos inteiros são compostos nos inteiros de Gauss, por exemplo 5 = (2 + i) (2 - i). Os inteiros de Gauss que não podem ser expressos por produto de outros dois inteiros Gaussianos de módulo maior que 1 são chamados de primos de Gauss.
- Pode se tornar um domínio euclidiano com a norma v(a + b i) = a² + b².

Os inteiros Gaussianos são o conjunto
{\displaystyle \mathbf {Z} [i]=\{a+bi\mid a,b\in \mathbf {Z} \},\qquad {\text{ onde }}i^{2}=-1.}